# Schloss Fürstenau (Michelstadt)

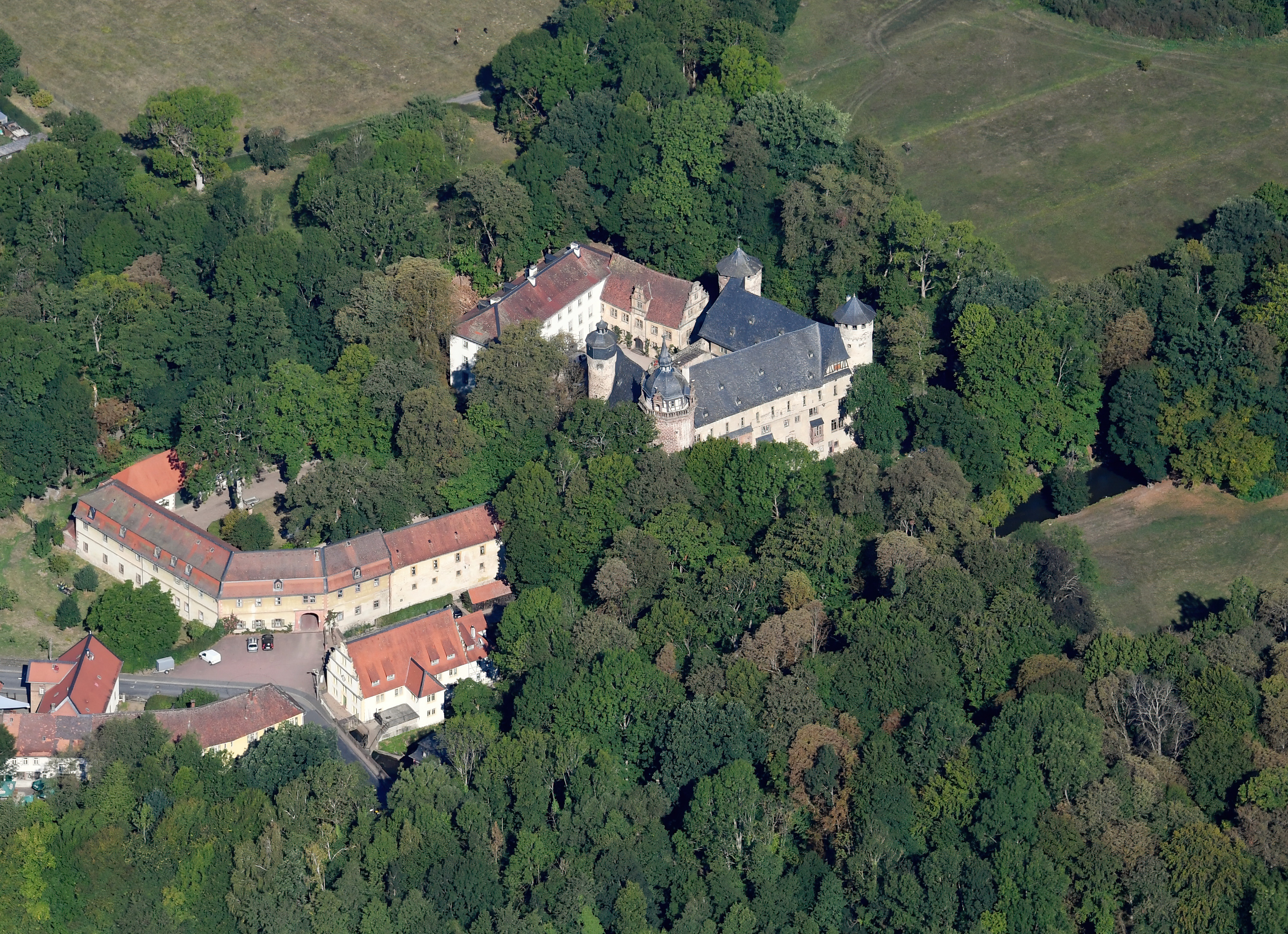
Luftbild von Schloss Fürstenau mit Kern- und Vorburg und dem Wirtschaftshof mit Torhaus, davor die ehemalige Schlossmühle

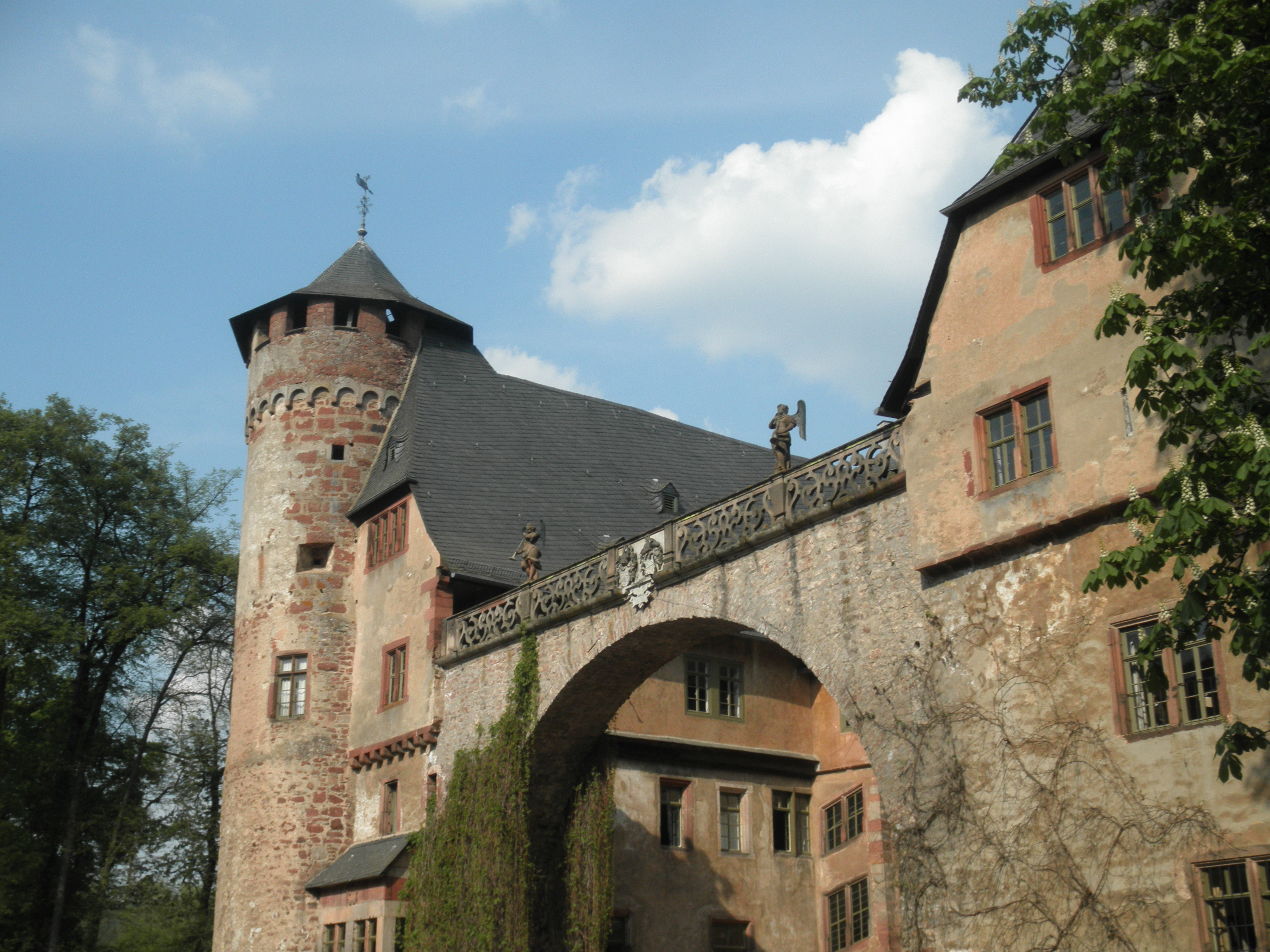
Schloss (Kernburg) mit dem 1588 errichteten Prachtbogen

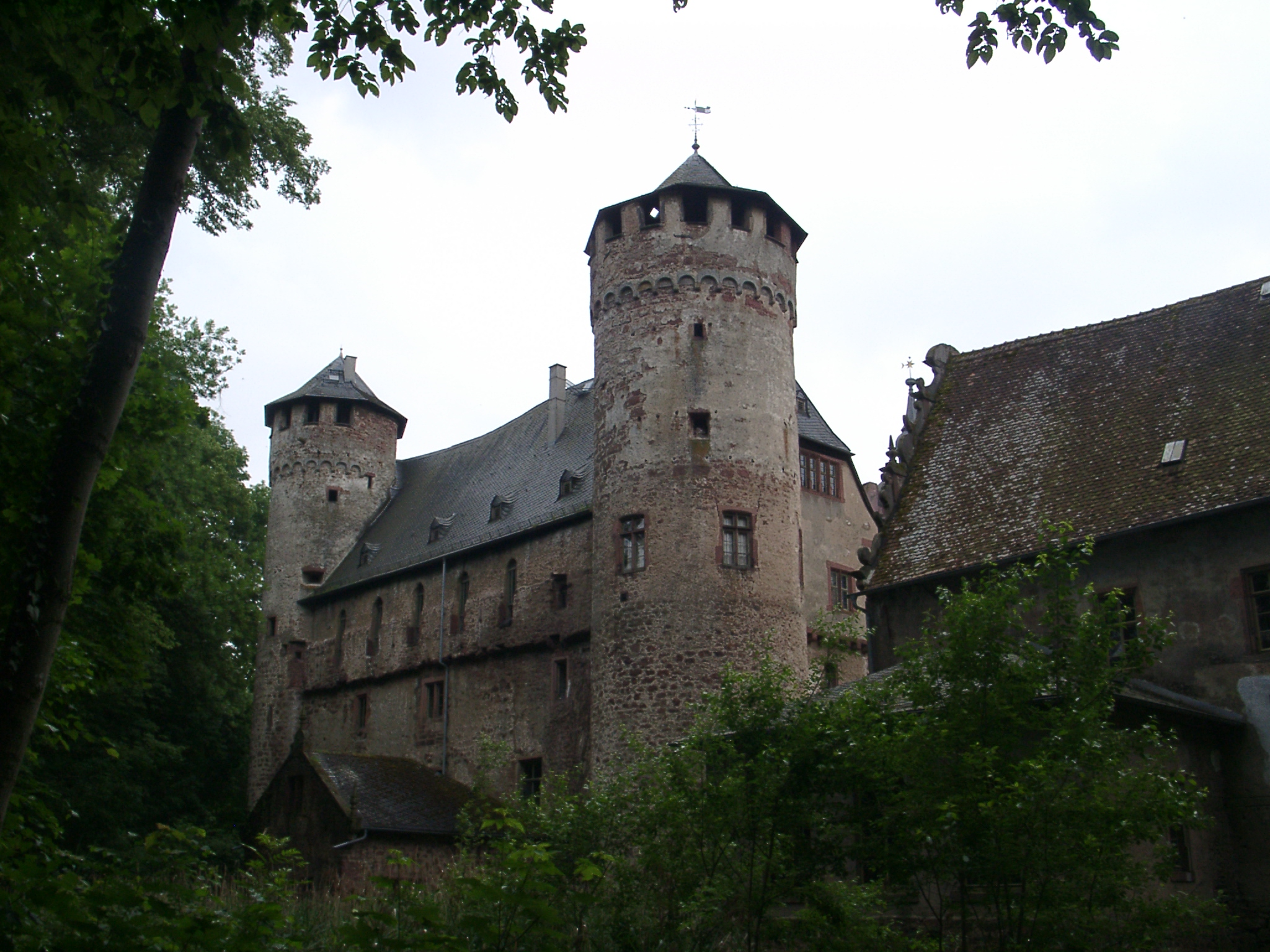
Außenansicht der Nordseite.

Schloss Fürstenau ist ein Wasserschloss an der Mümling im Ortsteil Steinbach von Michelstadt im Odenwald.

## Geschichte

### Entstehung
Das Schloss wurde im 14. Jahrhundert von Kurmainz zum Schutz des benachbarten Klosters Steinbach und der umliegenden Güter gegen die Kurpfalz gebaut. Der Vorgang ist als Auseinandersetzung zwischen dem Erzbistum und der Pfalz infolge des Übergangs des Klosters Lorsch an Kurmainz 1232 zu bewerten. Der Bau auf Lehnsgrund der Schenken von Erbach, die Lehensnehmer der Pfalzgrafen waren, führte zu Verwicklungen, die zunächst mit der Vergabe eines Burglehens und später der Verpfändung an Erbach gelöst wurden. Die früheste Erwähnung der Burg stammt aus dem Jahr 1310. 1317 wird Schenk Eberhard VI. von Erbach als Mainzer Burgmann genannt. Nachdem die Burg zunächst als mainzisches Lehen an Erbach vergeben war, erwarben die Schenken Fürstenau 1355, endgültig 1454. Bis dahin hatte noch ein mainzischer Amtmann auf der Burg residiert.

### Erweiterungen der Renaissance
Graf Georg III. von Erbach (1548–1605) ließ die Anlage schlossartig erweitern und den großen Schmuckbogen an Stelle der einstigen Toranlage errichten. Große Teile der Vorburg wie die Beschließerei im Norden (um 1590), der später barock überformte Marstall (1591) und die außerhalb gelegene Schlossmühle (Ende des 16. Jahrhunderts) gehen auf die rege Bautätigkeit des Grafen zurück. Dominant an den Schlossgebäuden dieser Zeit sind Schmuckformen der Renaissance.

### Residenz der Linie Erbach-Fürstenau
Mit der Erbacher Erbteilung 1717/18 wurde Fürstenau zum Sitz der Familie Erbach-Fürstenau, welche heute noch im Schloss wohnt. Der Status als Residenz erforderte weitere Ausbauten, die seit der Mitte des 18. Jahrhunderts stattfanden. 1754–56 wurde der Gartenpavillon errichtet, der wenige Jahre später zum Hoftheater ausgebaut wurde (1767). Im südlichen Vorhof entstanden der Tor- und Remisenbau (auch Neuer Bau, 1764–66) sowie eine Scheune (1754). Dem klassizistischen „Neuen Palais“ musste 1808–1814 die Schlosskapelle und die Kanzlei weichen, die ebenfalls aus der Zeit Georgs III. stammten. Die Entwürfe zum Neubau stammen von Friedrich Gerhard Wahl, Baudirektor des Herzogtums Pfalz-Zweibrücken. Zu den spätesten Gebäuden des Schlossensembles gehört die Orangerie im Lustgarten (1834–38 an Stelle eines Vorgängerbaus von 1760) und ein Holzmagazin (1886) im Schlosshof.

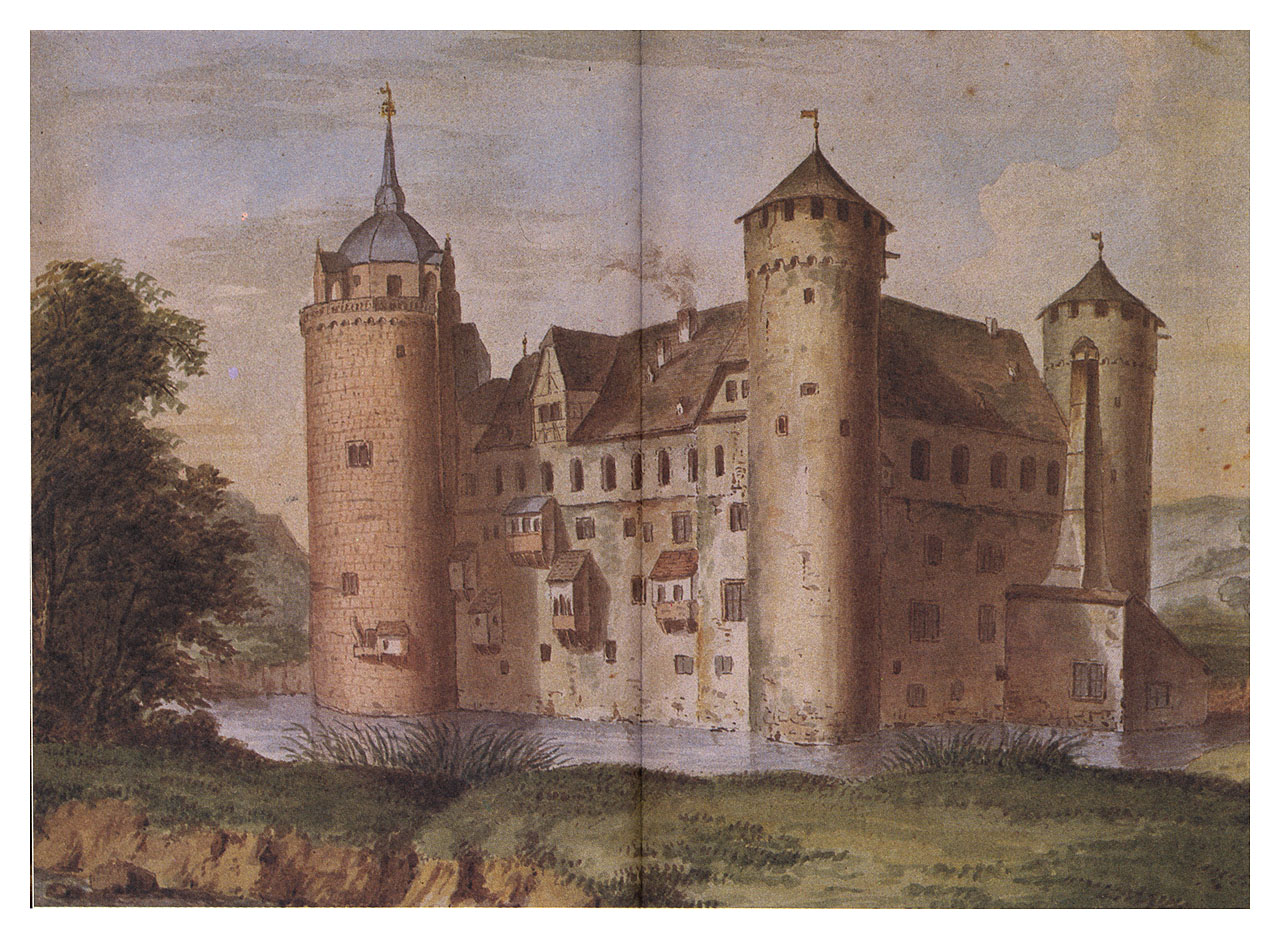
Aquarell auf Papier von Christian Kehrer (um 1800)
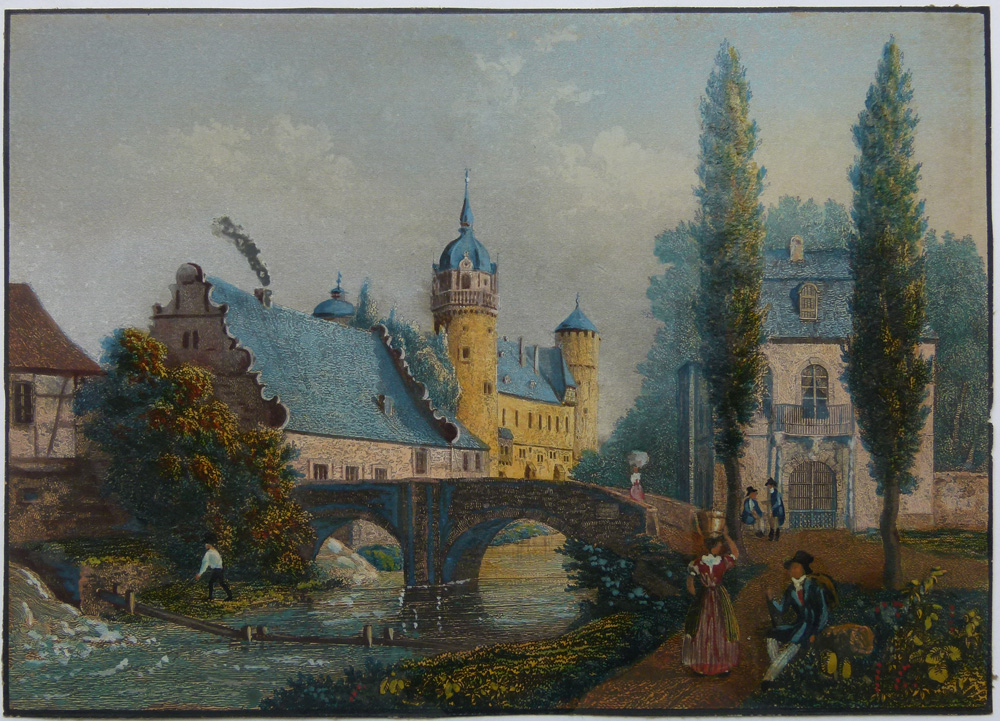
Schloss Fürstenau mit Kavaliershaus und Brücke über die Mümling, kolorierter Stahlstich von Eduard Willmann nach R. Sperber (um 1850)

## Anlage
Die heutige Schlossanlage enthält Bauten aus allen Jahrhunderten und bildet eine sehenswerte Aneinanderreihung verschiedener Baustile. Die ältesten Bauteile sind in der kastellförmigen Kernburg im Norden enthalten.
Eine Besichtigung des Schlosshofes ist möglich, unterliegt jedoch aufgrund der privaten Nutzung des Ensembles durch die Familie Erbach-Fürstenau wechselnden Einschränkungen je nach Jahres- und Tageszeit sowie Wochentag.

### Kernburg
Der älteste Teil der Anlage besitzt einen trapezförmigen Grundriss mit vier runden Ecktürmen. Teile der ältesten Wasserburg finden sich im Südflügel der Kernburg (sog. „steinernes Haus“ in Nachbarschaft zum Roten Turm). Das Mauerwerk des Nord- und Ostflügels stammt aus dem 14., Fachwerkgeschosse und Dächer aus dem 14. bzw. 15. Jahrhundert. Der „Rote Turm“ mit seinem Renaissance-Turmhelm wurde zwischen 1531 und 1588 erbaut und ersetzte einen früheren, kleineren Turm. Er enthält eine Kapelle mit Stuckdecke. Reste von Wandmalereien sind im Schlosshof, im Nordwest-Turm und im „Roten Turm“ erhalten.
Aus der Zeit Georgs III. stammen die Gewölbe der Eppsteinschen Gemächer, eine Wendeltreppe und das Hauptportal. Der bedeutendste Umbau bestand aber in dem Abriss der westlichen Wehrmauer zur Vorburg hin. Sie wurde 1588 ersetzt durch einen mächtigen Torbogen mit einer Spannweite von 15,60 m und durchbrochener Steinbrüstung. Daran befindet sich eine Wappentafel.

### Vorburg und Nebengebäude
Im Gegensatz zum „alten Schloss“ als Kern der Anlage ist der heutige Baubestand der Vorburg zwischen dem 16. und dem 19. Jahrhundert errichtet worden. Sehenswert ist der westlich an die Wasserburg angrenzende klassizistische Wohntrakt „Neues Palais“ (1808–14) sowie der Tor- und Remisenbau („Neuer Bau“, 1764/66). Außerhalb der Vorburg zur Mümling hin befindet sich die Renaissance-Schlossmühle, eine ehemalige Münzprägestätte (heute eigenes Laufwasserkraftwerk) und das zierliche barocke Kavaliershaus. In der äußeren Vorburg haben sich einige prominente Bildende Künstler eingerichtet (u. a. im ehemaligen Marstall, nach 1765).

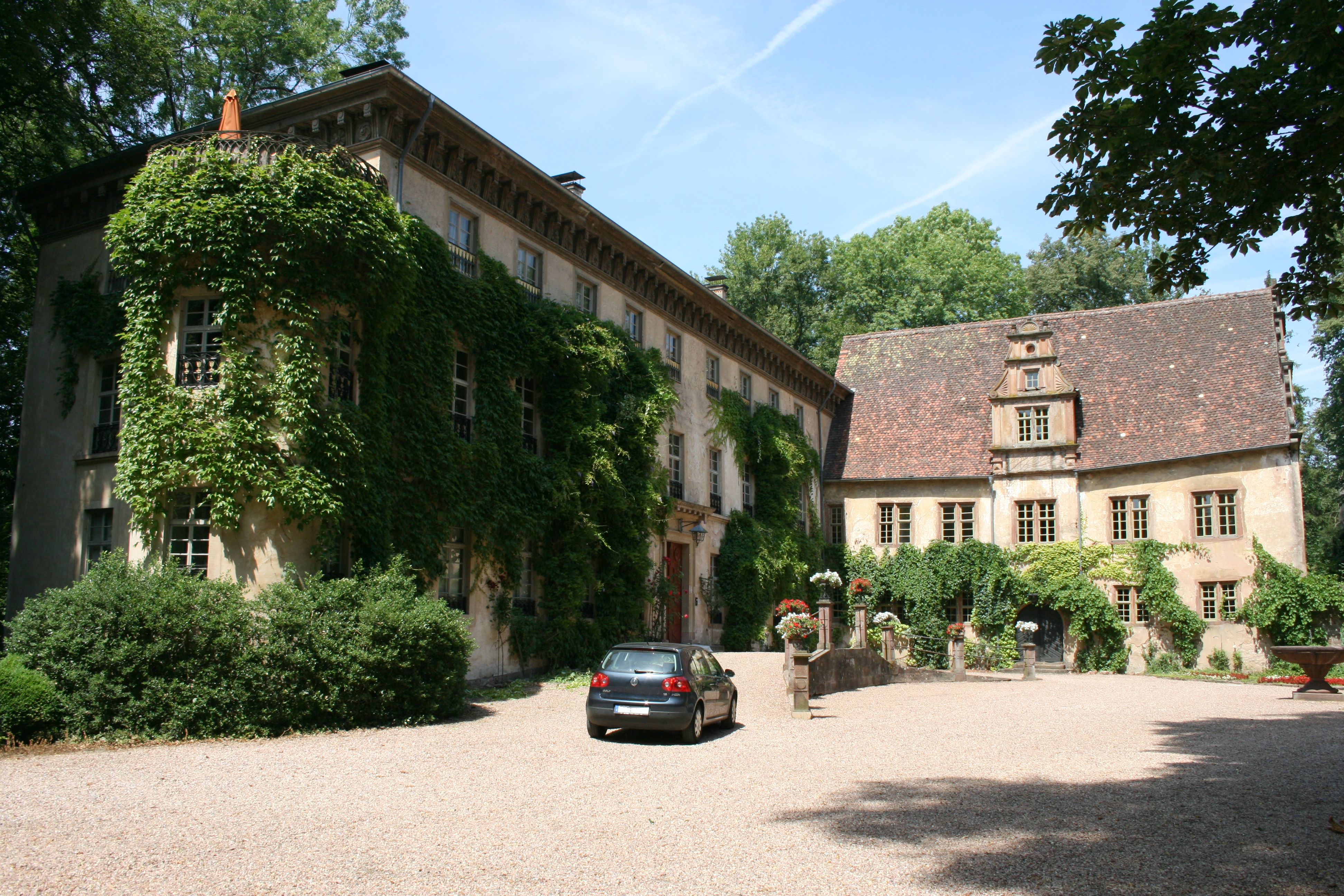
Blick in den Hof der Vorburg mit dem „Neuen Palais“ (2010)
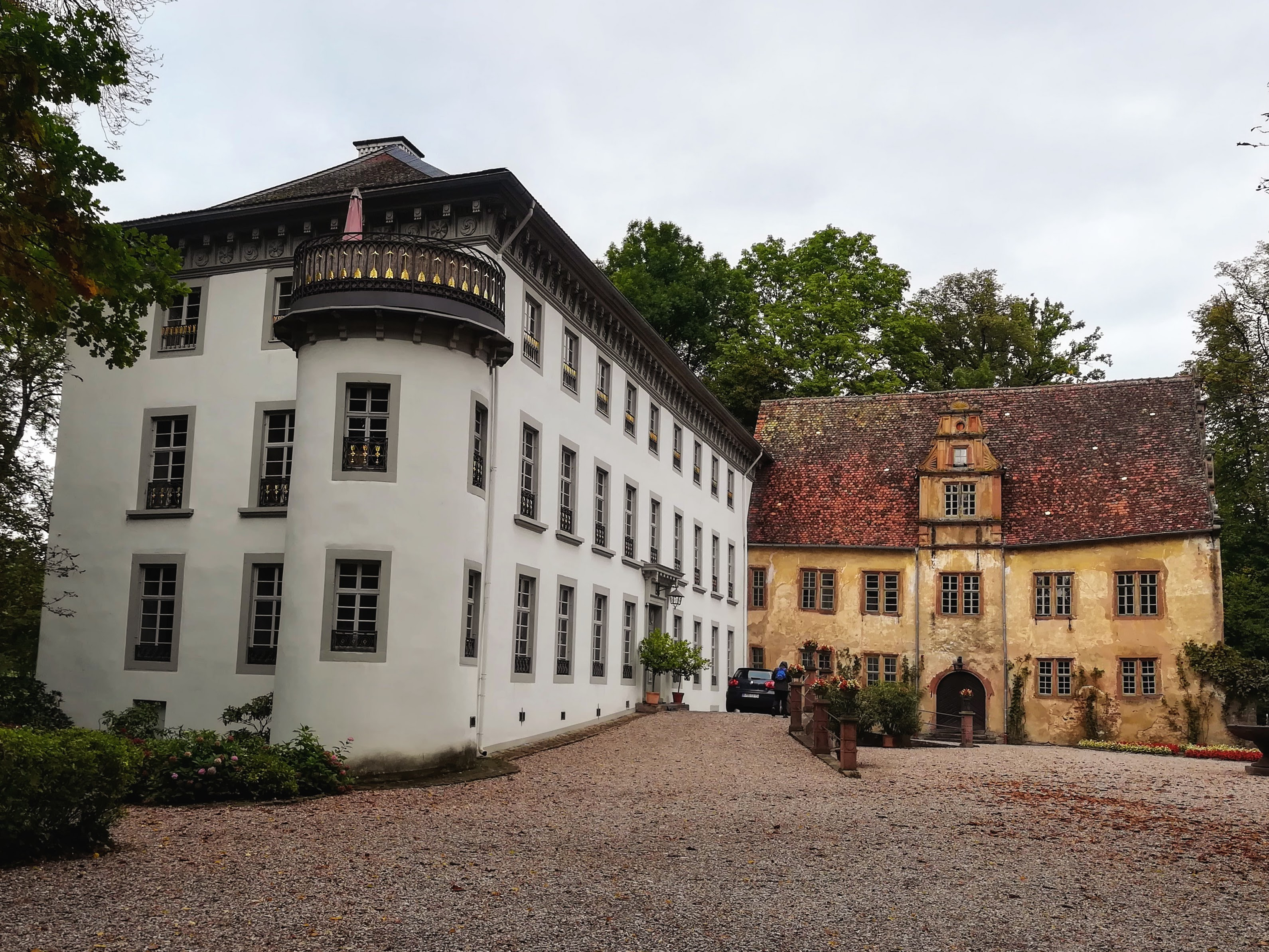
Nach der Renovierung (2022)

### Ökonomiegebäude
Südlich der Schlossanlage befinden sich U-förmig angelegt die ehemaligen Wirtschaftsgebäude und der Marstall; südwestlich mit dem Zugang durch ein Torhaus.
Außerhalb des Wirtschaftshofes südöstlich befand sich die Schlossmühle westlich an der Mümling und östlich des Flusses das Kavaliershaus. Hinter diesem beginnt der Schlosspark

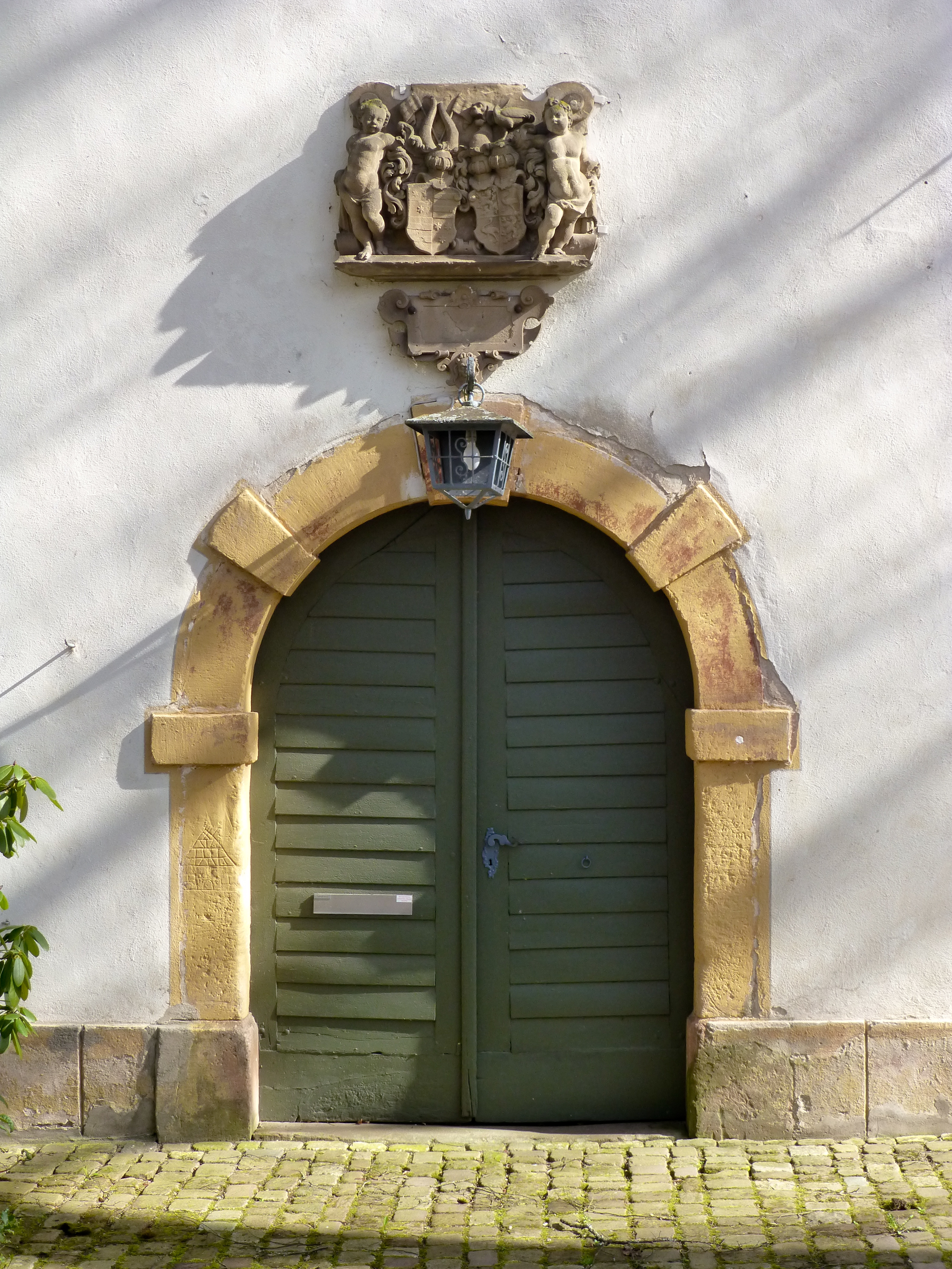
Wappen im östlichen Seitengebäude
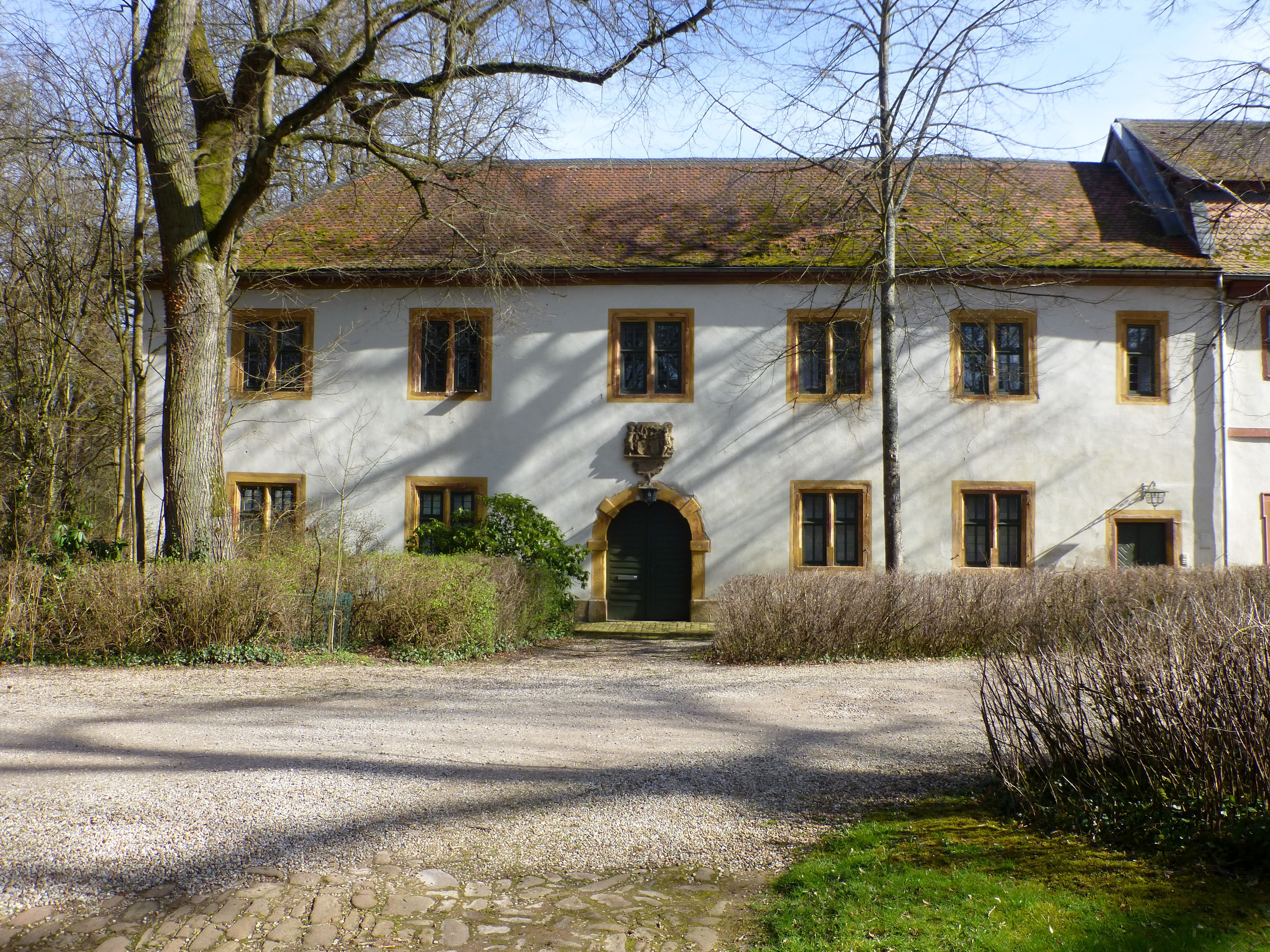
Östlicher Teil des ehemaligen Wirtschaftstraktes
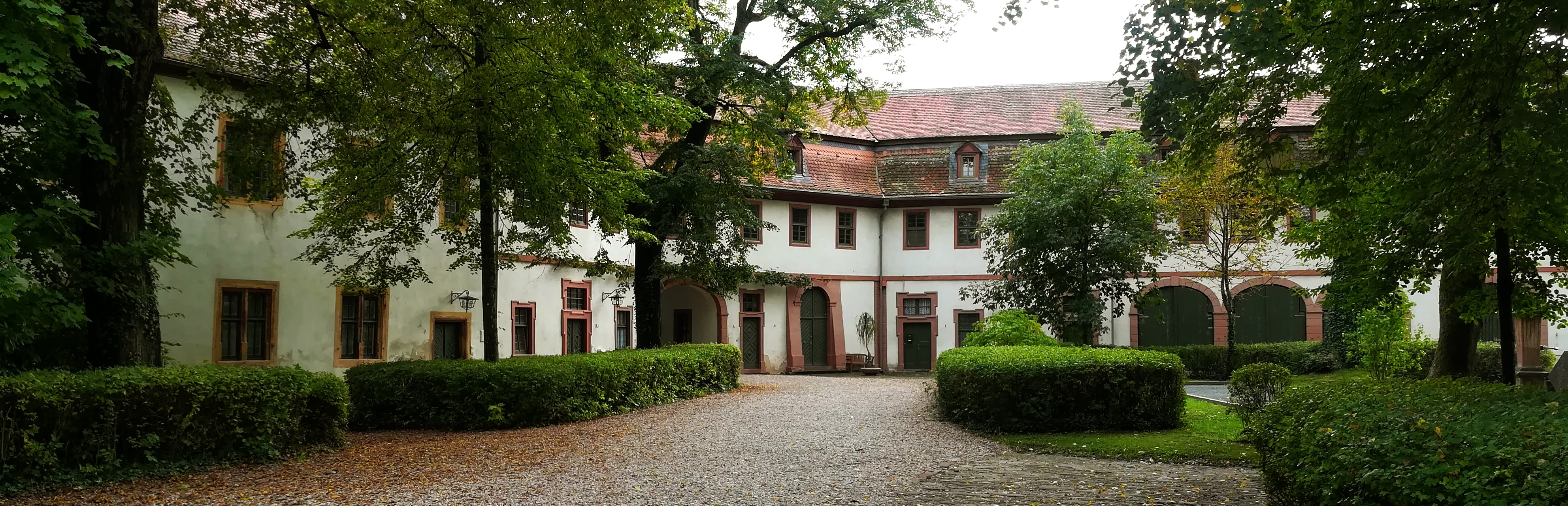
Blick vom Innenhof nach Süden
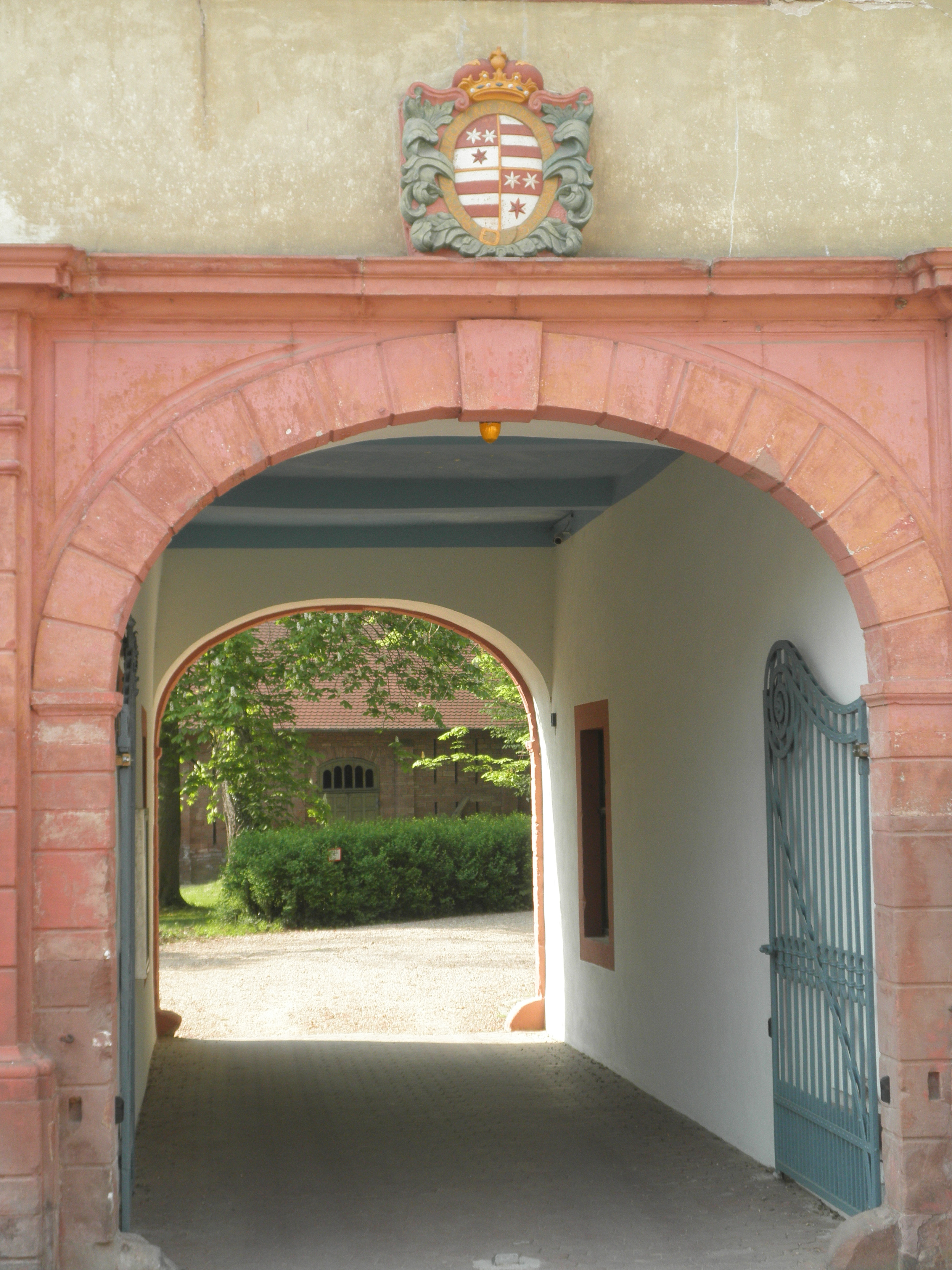
Außenportal am Torhaus

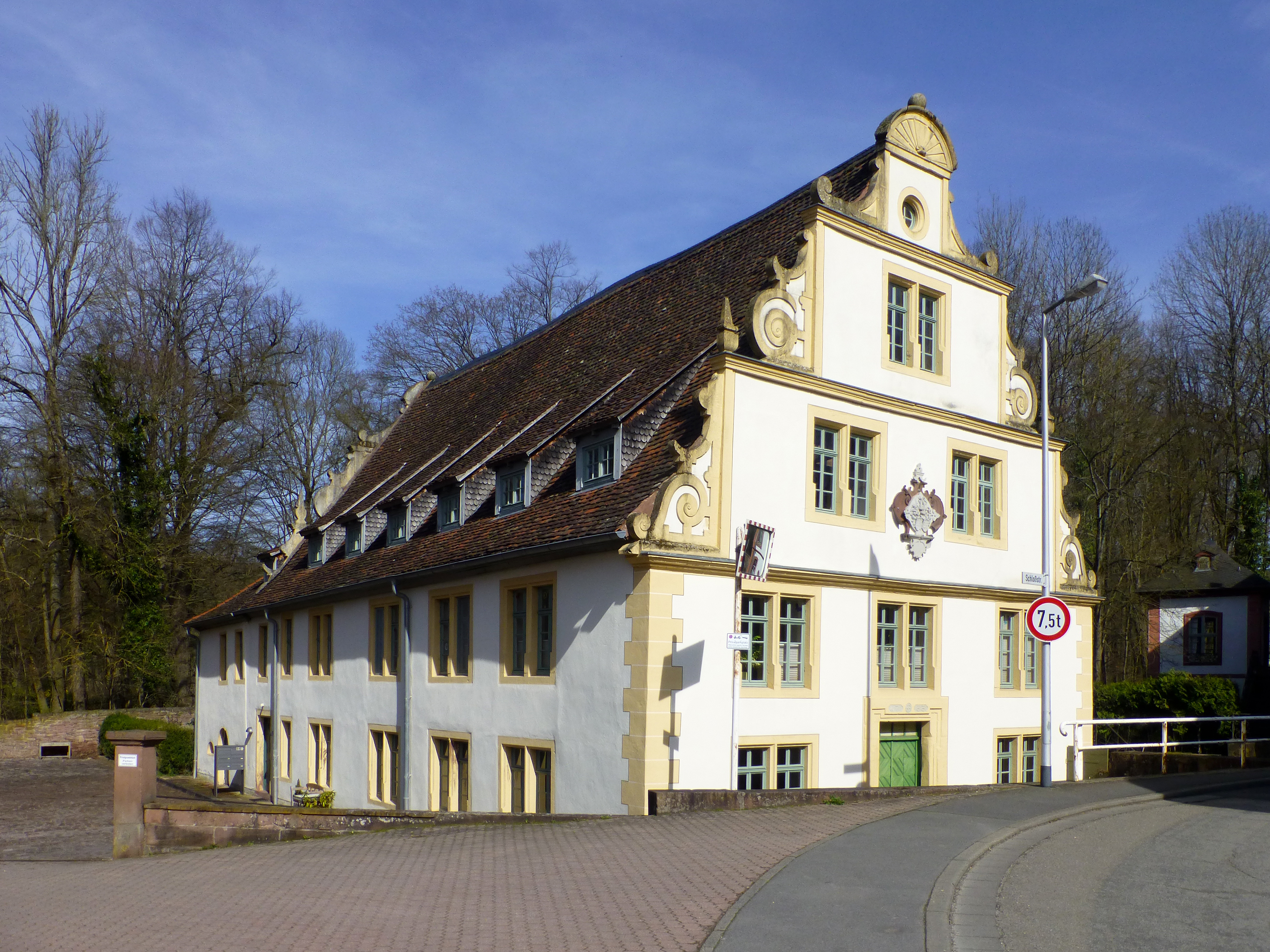
Die ehemalige Schlossmühle westlich der Mümling
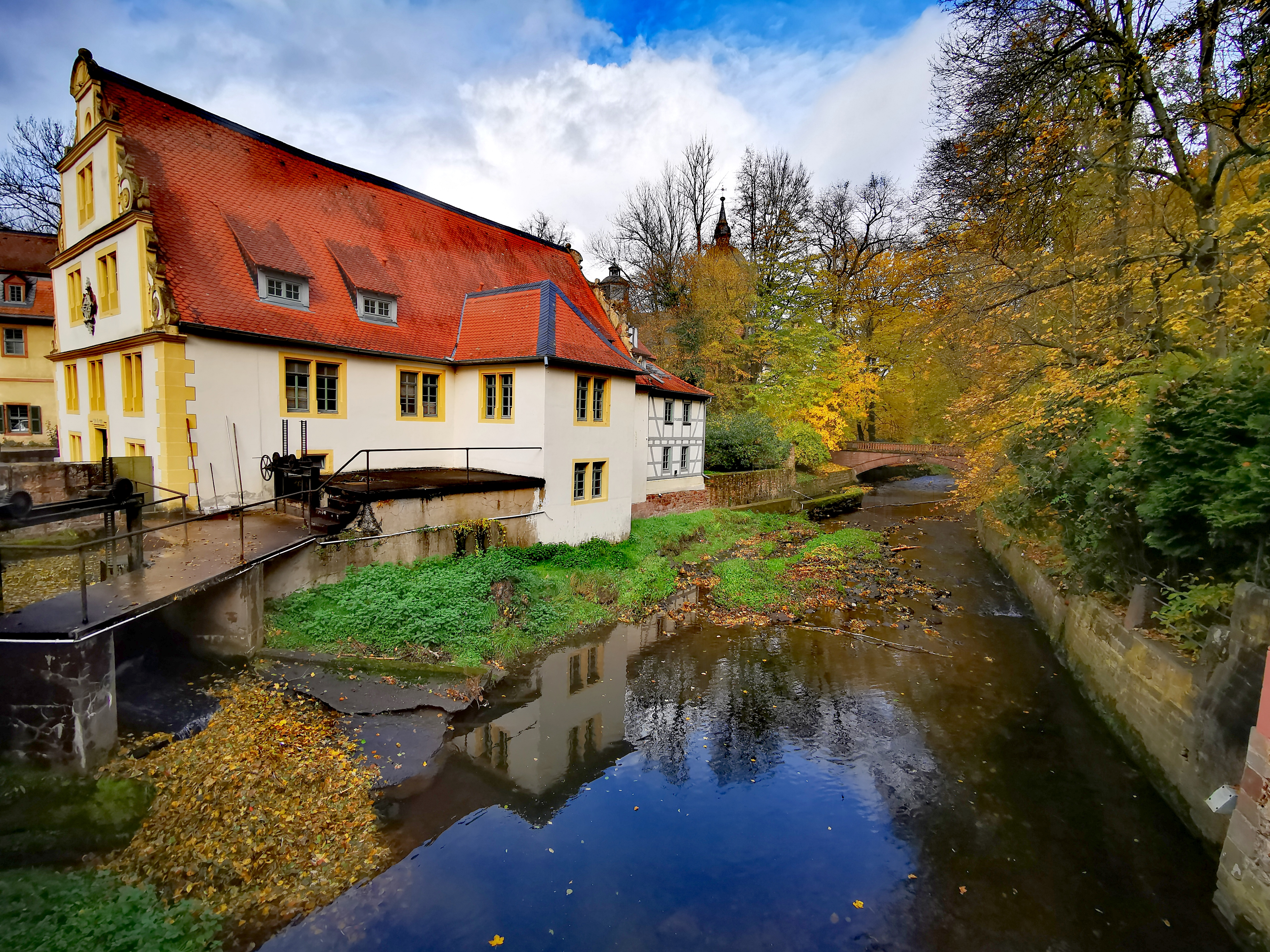
Blick von der Brücke nach Norden
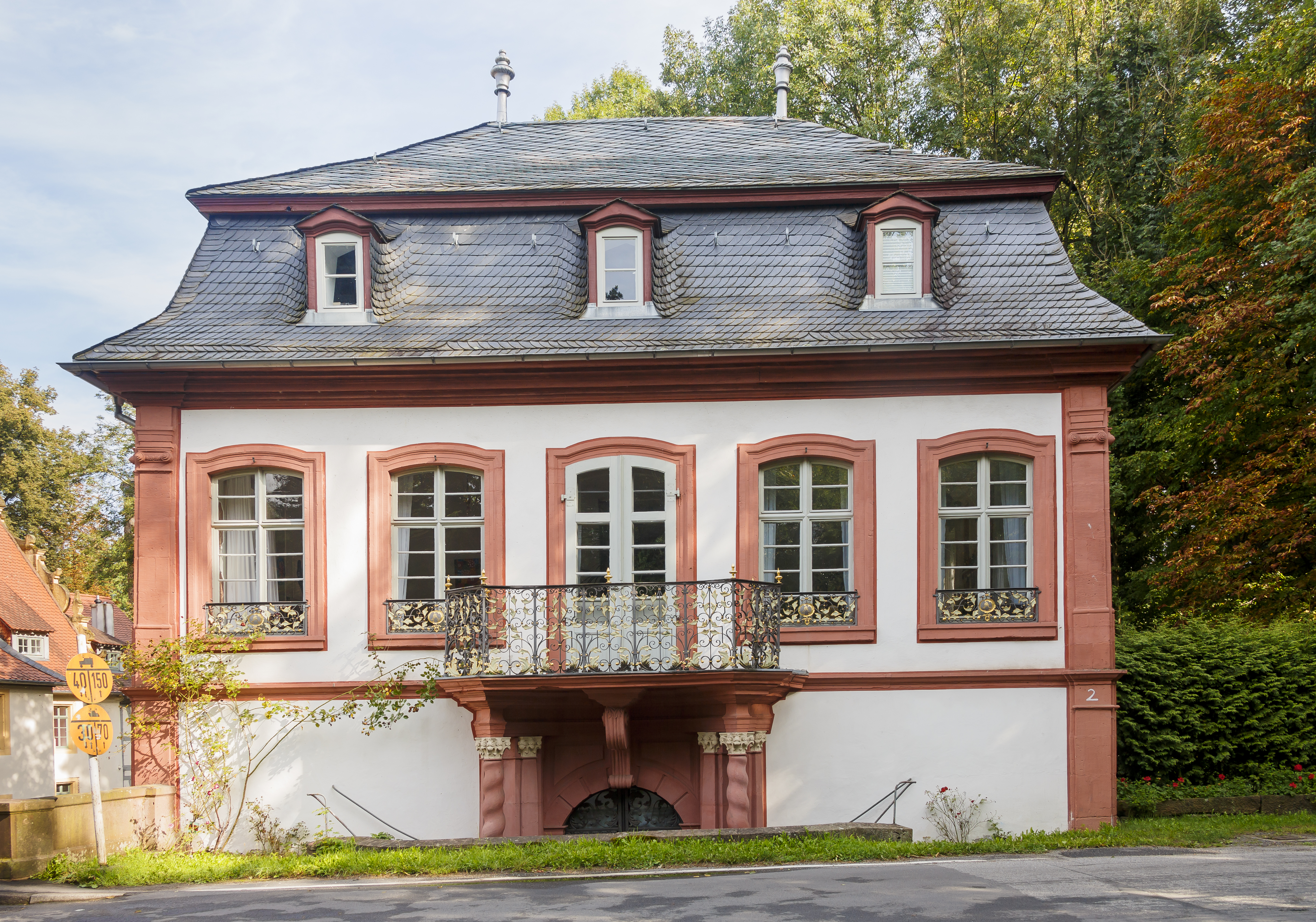
Das Kavaliershaus östlich des Flusses

### Schlossgarten und Orangerie
Der gräfliche Garten befindet sich beiderseits der Mümling; davon ist der östliche, größere Teil allerdings nicht öffentlich zugänglich. Er bestand seit dem 17. Jahrhundert als schachbrettförmiger Ziergarten nach holländischem Muster und wurde 1811–26 zu einem Englischen Landschaftsgarten umgewandelt. Darin befindet sich die spätbarocke Orangerie, in deren Obergeschoss das kleine Schlosstheater untergebracht war.